# 480 هـ
480 هـ هي سنة في التقويم الهجري امتدت مقابلةً في التقويم الميلادي بين سنتي 1087 و1088.

## أحداث
- تشييد بوابة الفتوح في سور مدينة القاهرة الفاطمية الشمالي تحت رعاية المستنصر بالله الفاطمي.
- السلطان السلجوقي جلال الدولة ملك شاه يبني منارة القرون.

## مواليد
- إبراهيم بن دينار
- ابن ملكا البغدادي
- الفتح بن محمد بن خاقان

## وفيات
- المظفر الاسفزاري

- أبو بكر بن عمر، من أمراء المرابطين.
- ابن الحداد الأندلسي، شاعر أندلسي.
- السميسر الأندلسي، شاعر أندلسي.